# Abhandlungen der Kaiserlich-königlichen Geologischen Reichanstalt
Abhandlungen der Kaiserlich-königlichen Geologischen Reichanstalt, (abreujat Abh. K.K. Geol. Reichsanst. Wien), va ser una revista amb il·lustracions i descripcions botàniques que va ser editada a Viena des de 1852 fins a 1914. Va ser reemplaçada per Abh. Geol. Bundesanst